# النهضة الصناعية في عهد محمد علي باشا
أبرز صفات النهضة الصناعية في عهد محمد علي باشا 

## مصانع الغزل والنسيج[3]

### مصنعالخرنفش
من أول المصانع التي انشاها محمد علي باشا فابريقة الغزل والنسيج بالخرنفش، انشئت سنة 1816، واستدعى لها عمالا فنيين من فلورانس بايطاليا، تخصصوا في غزل خيوط الحرير لصناعة القطيفة والساتان الخفيف، وبعد قليل من الزمن نقلت الانوال الخاصة بصناعة الحرير إلى فاريقة أخرى، ووضعت بدلها مغازل للقطن وماكينات لصنع الاقمشة القطنية. فركب بها مائة دولاب، عشرة منها للغزل السميك وتسعون دولاب للغزل الرفيع أي بنسبة دولاب للخيوط السميكة إلى تسعة للخيوط الرفيعة وهي النسبة المتبعة عادة في معامل الغزل، وتحمل الدواليب الأولى 108 مغزلا على خط واحد، والتسعون الثانية 216 مغزلا، وفي الفابريقة سبعون ماكينة، وعدد يوازيها من العدد الآخر لتجهيز القطن قبل غزله.
وعدا دواليب الغزل ومغازله كان يوجد بالفابريقة قسم للنسيج به ثلثمائة نول تنسج من خيوط القطن اقمشة مختلفة انواعها كالبافتة والموسيلين والبصمة والشاش والباتست، والاقمشة التي تنسج في هذه الفابريقة كانت ترسل لتبييضها في المبيضة التي انشئت لهذه الغاية على شاطئ النيل بين بولاق وشبرا، ثم تعاد إلى مخازن الخرنفش لتباع لمن يطلبها، ويوجد بالفابريقة ورش للحدادين والسباكين والخراطين والنجارين لاصلاح الالات التي يصيبها العطب.

### فابريقة مالطة ببولاق
وانشات الحكومة في بولاق فابريقة أخرى سميت فابريقة مالطة وسميت بهذا الاسم نسبة إلى العدد الكبير من العمال المالطيين الذين كانوا يشتغلون فيها، وعهد بادارتها إلى المسيو جومل، وقد اعدت لغزل القطن ثم نسجه اقمشة مختلفة الانواع، وكان فيها من دواليب الغزل 28 دولابا و24 عدة، وآلات تجهيز القطن، وتدور هذه الالات كما في فابريقة الخرنفش بواسطة أربعة عشر طنبورا تحركها هدة يجرها ثمانية من الثيران، وكل دولاب يشتغل عليه رجل وثلاثة أطفال يعقدون الخيوط التي تقطعها حركة العدة، ويبلغ عدد الانوال في فابريقة مالطة 200 نول تنسج خيوط القطن ويصنع منها البافتة والبصمة والباتست والموسلين.
وفيها ورشة تحتوي عمالا من سائر الحرف معدين لاصلاح ألاتها واصلاح آلات مصانع الوجهين البحري والقبلي، وفيها ورشة للنجارة يشتغل فيها صناع فرنسيون واروام يصنعون نماذج واشياء أخرى دقيقة الصنع، وفيها أيضا ورشتان للخراطة بكل منها آلة ضخمة تحركها ثمانية من الثيران، واحدى هاتين الورشتين إذا تحركت دواليبها تتحرك لها صواني واقلام من الفولاذ للتضليع والتخريم والتثقيب ومحافر ومناشر لنشر الخشب والنحاس، ومخارط عديدة، وفي الورشة الأخرى مخرطة كبيرة ومرازب ومطرقة ومنفاخان كبيران.
وكان بالقرب من فابريقة مالطة ثمانون ورشة حدادة لصنع مراسي المراكب وكل ما يلزم لبناء السفن وما يستهلك من الحديد والفحم في هذه الورش عظيم جدا، ويلحق بالفابريقة معمل لسبك الحديد، وقد لاحظ عليه المسيو مانجان بعض العيوب فقال ان افرانه ليست محكمة الوضع وتستهلك من الوقود أكثر مما يلزم، والرمل المستعمل لم يكن مدقوقا دقا جيدا، وفي غالب الاحيان كان يفسد العمل لاهمال العمال ولكونهم لا يدعون القوالب تجف الجفاف المطلوب، وفي هذا المسبك ثمانية افران كانت تعمل باستمرار، وعمالها مصريون يعملون تحت إدارة رؤساء من السوريين.

### فابريقتا إبراهيم اغا والسبتية
وكان بالقرب من فابريقة مالطة مصنعان آخران لغزل القطن يعرف احدهما بفابريقة ابراهيم اغا، والاخر بفابريقة السبتية، وفيهما تسعون دولابا لغزل القطن وستون ماكينة لتجهيز القطن للمغازل، ولم يكن في هاتين الفابريقتين سوى ورش الغزل وليس فيها ورش للصنائع الأخرى كما في فابريقة مالطة، وهذه الفابريقة تمدها بكل ما يلزم لاصلاح عددها وآلاتها وتستورد القطن الذي تغزله من مستودع الحكومة للاقطان كما تفعل الفبريقات الأخرى واجور العمال فيها تساوي اجورهم في تلك الفابريقات.

### المبيضة
وقد انشئ فيما بين بولاق وشبرا على شاطئ النيل مبان ومنازل خلوية وحظيرة واسعة أطلق علي ذلك كله اسم المبيضة، وفيها كانت تبيض الاقمشة التي تصنع في الفابريقات بالاساليب الصناعية الحديثة، وتطبع فيها ثياب البصمة (الشيت) بواسطة الالواح أو الاسطوانات، وتطبع في الشهر نحو الثمانمائة مقطع من البصمة، ويقول المسيو مانجان الذي نقلنا عنه هذه البيانات ان البصمة التي تصنع في مصر قد امتازت بجودتها واتقانها ودقة صنعها ومتانتها وجمال رسومها وتنوع اشكالها وثبات الوانها على الغسيل، فصار الجمهور يفضلها على أنواع الشيت الواردة من المانيا وإنجلترا حتى قل الوارد منها، وانشئ أيضا في شبرا شهاب (بالقليوبية) وشبين والمحلة الكبرى والمنصورة مبيضات أخرى، والاثواب المعدة للبيع تلمع في هذه المبيضات ثم تطوى، وتطبع المبيضات المناديل التي تزين بها النساء رءوسهن ويستعمل لهذا الغرض أربعمائة ثوب من الموسلين في الشهر.

### مصنع نسيج البركال
وبالقرب من المبيضة بولاق انشئ بناء جميل تم في سنة 1833 لنسج البركال (نوع من الشيت الرفيع) ركب فيه 150 نول للنسيج، منها تسعة فقط تشتغل، وهي تدار بواسطة ألة بخارية، وكل نول ينسج في الاسبوع أربعة اثواب من البركال، وطول الثوب اربعون ذراعا في عرض ذراع ونصف، وكان في هذا المصنع أربعة من الصناع الإنجليز يتولون تعليم العمال المصريين صناعة هذا النسيج، والطابق العلوي لهذا المصنع خاص بالغزل.

### مصنع امشاط الغزل بحي السيدة زينب
وانشئ في حي السيدة زينب معمل لصنع امشاط الغزل، يخرج في كل شهر ثلاثين مجموعة من الامشاط التي تستعمل للغزل ويدرب الصبيان على هذا النوع من العمل، وكان المصنع يورد لفابريقات الغزل الامشاط اللازمة ويتولى أيضا اصلاح ما يعطب فيها، وفي هذا المصنع قسم للنسيج به ثلثمائة نول وخمسمائة عامل ويخرج في الشهر 1200 ثوب تقريبا طول الثورب 32 ذراعات في عرض ذراعين، والعامل ينسج ثمانية اذرع في اليوم من أيام الصيف وستة في أيام الشتاء.

### مصنع الجوخ في بولاق
وانشات الحكومة مصنعا للجوخ على شاطئ النيل في بولاق، وقد لقى في مبدا امره عقبات عديدة فانقضت عدة سنوات وهو لا يؤتي ثمرة، وكلف الخزانة اموالا طائلة، على ان ارادة محمد علي باشا لم تنثن امام هذه الصعاب ولم يتراجع عن عزمه في انجاح هذا المصنع لما كانت ينتظره من النفع في سد حاجات الجنود من جهة الملبس، وراى ان اساس النجاح هو في اختيار الخامات وفي مهارة العمال الذين يعهد اليهم بالعمل، فامر وكلاءه في مرسيليا ان ينتخبوا له رؤساء ماهرين للعمل، تتوافر لديهم من الكفاءة أكثر ممن سبقوهم ليعهد اليهم تدريب العمال والتلاميذ على اتقان العمل، كل فيما يخصه، فاختار خمسة فرنسيين من رؤساء العمل في مصنع الجوخ بلا جندوك قضوا اربع سنوات في تخريج التلاميذ في مصنع بولاق وتعليمهم اسرار الصناعة وإدارة الالات الحديثة، وبذلك تكون في مصنع بولاق طائفة من الغزالين والنساجين والكباسين والقصاصين والصباغين والعصارين.
ولم يكتف محمد علي باشا بذلك بل انفذ إلى فرنسا طائفة من المصريين الاذكياء والحقهم بالبعثة العلمية وتعلموا هذه الحرف المتنوعة في معامل ريمسن والييف حيث ارسلهم اليها مدير البعثة المصرية اتباعا لاوامر محمد علي، وكان في المعمل مائة نول لنسيج الجوخ تدور بعدتين يحرك كلا منهما ثمانية ثيران وتحرك العدتان تسع عجلات، ويحتوي المعمل على كثير من العدد، وآلات الكبس والعصر وغيرها من الجهازات والاسطوانات، وفي مصبغة المصنع ست خوابي (قزانات) منها واحدة من القصدير، والالوان التي تستعمل لصبغ الجوخ هي الازرق الداكن، والازرق السماوي، والاحمر والبني، والاخضر الداكن.
وكان الجوخ ينسج أيضا في دمنهور وفي بعض المصانع الأخرى بالقاهرة، يستعمل في نسجه الصوف الردئ ويعمل منه الكبابيت ويرسل ما يصنع منها إلى مصنع بولاق لدهنه وصبغه وكبسه، ويبلغ ما تخرجه هذه المصانع في الشهر نحو عشرين الف ذراع تقريبا ترسل إلى الإسكندرية، وتستهلك في ملابس بحارة الاسطول وقد امتاز الجوخ الذي يصنع في مصنع بولاق بالجودة وكان من خير الملابس للجنود والضباط.

### مصنع الحرير
كان ينسج في مصر من الاقمشة الحريرية قبل عصر محمد علي باشا القطني والالاجة وبعض أنواع الحرير والقطن، ولكن محمد علي أكثر من غرس الاشجار التوت ليكثر من إنتاج الحرير. واحضر من الاستانة عمالا متخصصين في الحرير لنسجه وصنع الاقمشة الحريرية منه على اختلاف انواعها كما ينسج في الاستانة وفي الهند، وانشا لهذا الغرض مصنعا للحرير في الخرنفش وتولى اولئك العمال الاخصائيون تدريب العمال المصريين على اتقان نسيج الحرير فلقى المصنع نجاحا وصار به مائتا نول لنسيج الحرير الخام الوارد من الشام أو من تربية دود القز في مصر، ولنسج الاسلاك الذهبية المعروفة بالمقصب، وقد بلغت زنة الحرير الذي نسج في مصر سنة 1833 أربعة الاف اقة، وعمال هذه الصناعة يشتغلون بالمقطوعية، وكانوا في غاية من الحذق، ولهم ذوق في تحليته بالالوان والرسوم الجميلة، ولكن منسوجاتهم من الحرير لم تصل إلى مرتبة المنسوجات الايطالية في ثبات الالوان.

### مصنع الحبال
وانشات الحكومة في القاهرة مصنعا للحبال، ترسل مصنوعاته إلى الإسكندرية لاستخدامها في ترسانة الثغر وفي السفن الحربية والتجارية، وتصنع الحبال في هذا المصنع من القنب.
نسيج الصوف
وصنعت في القاهرة منسوجات الصوف وكانت تعمل منها ملابس البحارة المصريين واغطية النوم (البطانيات) ويستعمل لهذا الغرض الصوف السميك الوارد من الوجه القبلي وبلغت انوال نسيج الصوف الموجود منها من قبل وما انشئ في ذلك العصر 4000 نول.

### فابريقة الطرابيش في فوه
كانت فابريقة الطرابيش التي انشاها محمد علي في فوه من أهم وانفع المصانع التي اسسها سواء في نظامها أو في قلة نفقاتها أو في جودة مصنوعاتها، وأول مدير لها تاجر مغربي استدعى لها الصناع من تونس المشهورة بصناعة الطرابيش، وقد تدرب العمال المصريون على يد اولئك الصناع فصاروا معلمين بعد ان كانوا تلاميذ، واتقنوا طريقة تحضير الصوف ونسجه طرابيش وكسبها وصبغها، ويستورد الصوف المستعمل في هذه الصناعة من اليكانت وثمن الاقة منه 25 قرش، ومن الصنف الجيد الرفيع 30 قرش، ولا يغسل هذا الصوف قبل نسجه لنظافته ونصوع بياضه.
وكان يصنع كل طربوش من خيط واحد لا من خيوط متعددة، وبغير ذلك لا يمكن كبسه جيدا، وعندما توضع الطرابيش في المكبس تترك به ثلاثة أيام بلياليها مع صب الماء المغلي عليها باستمرار، ثم يصب عليها مخلوط الصابون الذي يصنع في الفابريقة نفسها، ثم تمر على الماء البارد لتنظيفها.
وكانت الطرابيش تصبغ بالقرمز والعفص والطرطير والشبة.
وتصنع فابريقة فوه كل يوم ستين دستة (720 طربوشا) مختلفة انواعها واثمانها، وتصنع الطرابيش الرديئة من الصوف المخلوط، ويستورد الجيش المصري من مصنع فوه ما يطلبه من الطرابيش للجنود، وإذا ما استكمل الجيش حاجته منها يباع ما زاد إلى التجار من الاهلين

## مصانع الغزل والنسيج في الوجه البحري

### قليوب
انشئت في الوجه البحري عدة مصانع لغزل القطن ونسجه، وأول هذه المصانع مصنع قليوب، وكان واسعا مستوفي العدد والالات تصنع في الدواليب والامشاط ويشتغل فيه عدد كبير من العمال وبه عدة عمال من الإفرنج يراسون بعض الاقسام، وبه سبعون دولابا، وثلاثون محلاجا (مشطا) تحركها ثلاث عدد، ويغزل القطن في هذا المصنع من نوع الغزل الذي تصنعه فابريقات القاهرة، وبقليوب مسبك للحديد ولكنه كان غير منتظم وبه عيوب عديده.

### شبين الكوم
وفي شبين الكوم مصنع اخر لغزل القطن به سبعون دولابا وثلاثون محلاجا (مشطا) يحركها عدتان وترسل مصنوعاته من الغزل إلى القاهرة.

### المحلة الكبرى
وانشئ في المحلة الكبرى مصنع كبير لغزل القطن به مائة وعشرون دولابا وستون محلاجا يحركها ثلاث عدد تدور كل عدة بواسطة ثمانية من الثيران، وبه مائتا نول تنسج عليها الاقمشة من الخيوط التي تغزل فيه، ويحتوي هذا المصنع على مسبك وورش للحدادة والبرادة والخراطة تصنع فيه دواليب الغول وامشاطه وغيرها من الالات التي ترسل للمصانع الأخرى.

### زفتى وميت غمر
وانشئت في زفتى فابريقة لغزل القطن بها 75 دولابا و50 محلاجا بملحقاتها تحركها ثلاث عدد ويستورد هذا المغزل من مصنع المحلة ما يلزمه من المهمات والخامات، وفي ميت غمر مغزل يشبه مغزل زفتى في عدد دواليبه ومحالجه.

### المنصورة
وانشئت في المنصورة فابريقة للغزل والنسيج ولها مخزن يلحق بها، وبها أربعة عدد تحرك 120 دولابا وثمانين محلاجا، والخيوط التي تغزلها هذه الدواليب والمحالج تنسج في الفابريقة على 160 نولا، وفي هذه الفابريقة مسبك للحديد ومصنع للحدادة والبرادة والخراطة.

### دمياط
وكان في دمياط قبل عصر محمد علي مغزل صغير، فانشئت فيها فابريقة للغزل والنسيج على مثال فابريقة المنصورة.

### دمنهور
وانشئ في دمنهور مصنع للغزل به 100 دولاب وثمانون محلاجا، وفابريقة أخرى لغزل الصوف ونسجه تصنع فيها الكبابيت واغطية النوم (البطانيات) اللازمة لجنود البر والبحر، وترسل مصنوعاتها إلى مصنع الجوخ في القاهرة ببولاق حيث تضغط وتلون وتكبس.

### فوه
وفي فوه مصنع لغزل القطن فيه 75 دولابا للغزل واربعون مشطا تحركها عدتان تدير كل واحدة منها ثمانية من الثيران.

### رشيد
وفي رشيد مصنع للغزل به 150 دولابا للغزل و80 محلاجا يحركها اربع عدد وتنسج فيه قلوع المراكب، وبها مصانع للحدادة لعمل الحدايد اللازمة للسفن، وقد انشا بها المستر توماس جالويه وهو ميكانيكي إنجليزي آلة بخارية لتدير طواحين تبييض الارز.

## مصانع الغزل في الوجه القبلي

### بني سويف
وانشئت عدة مصانع لغزل القطن في الوجه القبلي، ففي بني سويف مصنع كبير به 120 دولابا وثمانون محلاجا تحركها ثلاث عدد.

### أسيوط
وفي اسيوط مصنع للغزل به من العدد والالات مثل ما في مصنع بني سويف، والقطن المغزول في هذين المصنعين يرسل إلى القاهرة لنسجه في فابريقاتها وبيعه.

#### بقية المصانع
واسس محمد علي عدا المصنعين السابقين مصانع لغزل القطن في المنيا وفرشوط وطهطا وجرجا وقنا، فكانت تشتغل ولكن في حالة غير مرضية، ولم ترسل إلى الحكومة شيئا من مصنوعاتها.

## نظرة عامة في مصانع الغزل والنسيج
كان بمصانع غزل الطقن كافة 1459 دولابا للغزل منها 145 دولاب للغزل السميك و1214 للغزل الدقيق، وتصنع الأولى 14500 رطل من الخيوط كل يوم من أيام الصيف و1015 رطلا في أيام الشتاء، وتصنع الثانية (دواليب الغزل الدقيق) 12140 رطلا في كل يوم من أيام الصيف و8540 رطلا في أيام الشتاء.
وكان يصدر جزء من القطن للغزول إلى ثغور البحر الادرياتي وثغور التوسكان (إيطاليا) ومن هناك يرسل إلى داخل إيطاليا وألمانيا، اما باقي القطن المغزول فانه ينسج اقمشة في مصر فتباع الاقمشة المنسوجة في المدن والقرى بالقطر المصري، ويصدر بعضها إلى سوريا والاناضول وجزر بحر الارخبيل، قال المسيو مانجان: وكان يمكن ان تزاد مصنوعات الفابريقات بمقدار الخمس إذا ضاعفت رؤساء العمل رقابتهم على العمال وإذا دفعت اجور هؤلاء بانتظام.
وقد راجت الاقمشة التي صنعتها الفابريقات المصرية في الاسواق رواجا اضر بالواردات الاجنبية التي من نوعها وخاصة المصنوعات الرخيصة كالبصمة (الشيت) فان وارداتها قلت عن ذي قبل، والبفتة الهندية بعد ان كانت تغمر الاسواق المصرية انقطع الوارد منها لما حلت محلها البفتة المصرية، وكذلك حصل لاقمشة البنغال.
ولكن العيب الجوهري في مصانع الغزل والنسيج التي انشاها محمد علي انها كانت قائمة على نظام الاحتكار، وهذا النظام لا يتفق والتقدم الصناعي، وقد انتقده المسيو مانجان الذي عاينه وخبره فقال في صدده ان الصناعة الحرة هي التي توافق مصلحة الاهلين ومصلحة الحكومة معا، وكان من الاوفق ترك الصناعة حرة في يد الاهلين ما عدا بعض مصانع غزل القطن التي يمكن الحكومة ان تربح من بقائها ، وقال ان كثيرا من الايدي العاملة التي تستخدمها الحكومة في معاملها كانت تعود على البلاد بفائدة أكبر لو اشتغلت في الزراعة.
والواقع ان معظم المصانع التي انشاها محمد علي قد اقفلت في اواخر عهده واقفل باقيها في عهد عباس باشا الأول، وسبب اضمحلالها ان ادارتها كانت في يد موظفي الحكومة، فانعدمت فيها الإدارة الحرة التي هي مناط ارتقاء المشروعات الصناعية والاقتصادية ، ولم يكن الموظفون امناء ولا اكفاء لادارتها ولا غيورون على عملهم، وكانت الحكومة تستورد الفحم والالات من أوروبا وتنفق على إدارة المصانع النفقات الطائلة، فكانت النتيجة ان ايراداتها قلت على مر السنين عن مصروفاتها وتسبب عنها خسارة على خزانة الحكومة، كما ان انقاص الجيش والبحرية في اواخر عهد محمد علي قد عطل المصانع التي تصنع حاجات الجيش لعدم الحاجة إلى مصنوعاتها.
ولكن مما لا نزاع فيه ان إنشاء مصانع الغزل والنسيج كان اساسا لنهضة صناعية كبيرة وتجربة جليلة يمكن الاستفادة منها لاقامة النهضة الصناعية على قواعد صحيحة.

### مصانع نسيج الكتان
كانت الاقمشة الكتانية تصنع في مصر قبل عصر محمد علي، ومصانعها موزعة في مختلف المديريات، وقد بلغت ما تنتجه في ذلك العصر كل سنة ثلاثة ملايين مقطع يستهلك اكثرها في مصر، ويصدر قسم منها إلى تريستا وليفورن وكان في مصر ثلاثون الف نول لنسيج اقمشة الكتان.

## الصناعات المعدنية[4]

### معمل سبك الحديد
اقيم في بولاق مسبك للحديد، وهو بناء مشيد تشييدا فما وله منظر رائع، وكان يؤدي اعظم الخدمات، وقد تكلف البناء وحده نحو ستين الفا من الجنيهات، وضع تصميمه المستر جالويه المهندس الميكانيكي الإنجليزي الذي كان يشتغل في خدمة الحكومة، وجعله على نموذج مسابك لندره، وكان يتولى رئاسة العمل فيه رئيس إنجليزي يعاونه خمسة من العمال الإنجليز وثلاثة من المالطيين واربعون تلميذا مصريا موزعين على جميع اقسام المسابك، ورئيسه القائد ادهم بك الذي تكلمنا عنه انفا.
وكان يصب في هذا المسبك كل يوم خمسون قنطارا من الحديد المعد لصابورة السفن والالات اللازمة للمعامل والفابريقات.

### مصانع الواح النحاس
وانشات الحكومة مصنعا لعمل الواح النحاس التي كانت تبطن بها السفن، وتولى ادارته المستر جالويه الميكانيكي الإنجليزي يعاونه أربعة رؤساء عمل، اثنان للاسطوانة، وثالث لمراقبة الآلة البخارية، والرابع للسبك وتنقية النحاس من المواد الترابية.
وكان في المصنع عشرون عاملا مصريا من العمال الفنيين موزعين على الأعمال المختلفة، منهم واحد للسبك، وثلاثة للاسطوانة ، يشتغلون في إخراج الواح النحاس، وعملية السبك الواحدة تقتضي 35 قنطارا من النحاس، والاسطوانت تخرج كل يوم من سبعين إلى مائة لوح، من النحاس مختلفة المقاس والسمك.

## صناعة السكر[5]

### معامل السكر في الوجه القبلي
اسست الحكومة سنة 1818 معملا للسكر في الريمرمون على مثال مصانع السكر في جزائر الانتيل بامريكا، تولى ادارته في أول امره إنجليزي ثم خلفه صاحب مصنع في جزيرة كوريسكا، وقد اشتهر هذا المعمل بحسن الإدارة والنظام والاقتصاد، فاتسعت أعماله وتقدمت حاصلاته وانتشرت مقطوعيته في البلاد، ولكن استيراد السكر المكرر من معامل أوروبا منذ سنة 1826 اضر بانتاج معمل الريمرون وفضل الناس السكر الوارد من أوروبا لجودته ورخص اسعاره.
وبلغ إنتاج معمل الريرمون سنة 1833 حوالي 12195 قنطارا من السكر الخام وانشات الحكومة معملين اخرين للسكر احدمها في ساقية موسى والثاني في الروض (مركز ملوي)، وقد كرر من السكر الخام في المعمل الأول 5200 قنطارا، واستخرج الروم من مصنع الريرمون واستعمل لهذا الغرض 4800 قنطارا من العسل.

## صناعة الأصباغ

### مصانع النيلة
وانشئت مصانع النيلة في شبرا شهاب، والعزازنة وميت غمر، والمنصورة، ومنوف، وابيار، والاشمونيين، وبركة السبع، والمحلة الكبرى، والجيزة، وابو تيج، وملوي، ومنفلوط، وطهطا، واسيوط، والفشن، وهذه المصانع تستنفد سدس محصول القطر المصري، وكانت النيلة ترسل من المصانع إلى القاهرة حيث تبيعها الحكومة وتصدر منها للخارج بعد استنفاد حاجة المستهلكين.

## العمران[6]
وقد عنى محمد علي بعمران المدن بما استحدثه فيها من المباني العامة كالقصور والمصانع ودور الحكومة وما اليها، فمن ذلك انه انشا بالقلعة قصره الشهير (قصر الجوهرة) الذي كان مقر الحكم في عهده، وقصر شبرا، وسراي التي بالإسكندرية، وهي اعظم قصوره وافخمها، وابتنى القصور في بعض عواصم المديريات ليقيم بها اثناء تجواله بالاقاليم.
وانشا الدفترخانة بجوار القلعة لتحفظ بها وثائق الحكومة ودفاترها وسجلاتها، وهي من اجل منشاته ولا تزال قائمة تؤدي الغرض منها، وقد حفظت وثائق الحكومة طوال هذه السنين بعد ان كانت تبدد ويعفى اثرها قبل ذلك العهد.
واصلح قنطرة المجراة التي كانت تنقل المياه من النيل بمصر القديمة إلى القلعة، وفتح طريقا واسعا محفوفا بالاشجار بين مصر وشبرا، وهدم كثيرا من التلال والكيمان التي تحيط بالقاهرة أو تتخللها وتثير الرياح ما بها من الاتربة والقاذورات وتهيلها على المدينة فتفسد الجو وتضر بصحة الناس وابصارهم.
واصلح بركة الازبكية واحتفر حولها قناة تنصرف اليها مياه البركة فظهرت ارضها وتحولت إلى بستان كبير، وهو البستان الذي انشئت في وسطه حديقة الازبكية الحالية على عهد إسماعيل.
وبنى جامعه الكبير بالقلعة واوصى ان يدفن فيه.
وانشا دارا للرصد (رصدخانة) في بولاق ولكن ادارتها لم تنتظم فاقفلت في اواخر عهده، واصدر امرا بفتح خروج الاثار القديمة من مصر وتاسيس دار للاثار في منزل الدفتردار، وعنى باستخراج الاحجار والرخام من المحاجر المصرية.
وعنى بعمران الإسكندرية التي تقدمت تقدما عظيما في عهده بفضل وصول ترعة المحمودية اليها وانشاء الترسانة والاسطول بها ولانها صارت ملتقى التجارة بين مصر والخارج وكان يطيل الإقامة بها كل سنة، وقد فتح شارعا كبيرا مرصوفا بالاحجار بين باب رشيد وسراي راس التين.
وانشا مدينة الزقازيق لمناسبة بناء قناطر بحر مويس، وعنى بشئون البلاد الصحية كما بيناه في الكلام عن كلوت بك وانشا المستشفيات والمحاجر الصحية على النظام الأوروبي.
ورتب البريد يحمل برا على ايدي السعاة يقطعون المراحل على متون الجياد وبحرا على ظهر السفن.
وانشا خطوطا تلغرافية بان اقام ابنية مرتفعة على شكل ابراج ممتدة على خط واحد، واقام على كل بناء آلة التلغراف على طريقة شاب القديمة فكانت الانباء تنقل من مرحلة إلى أخرى إلى ان تصل إلى الجهة المقصودة، وتستغرق الرسالة التلغرافية بهذه الطريقة من الإسكندرية إلى مصر خمسة وثلاثين دقيقة اما التلغراف الحلاي فقد ادخله سعيد باشا.